# 순천 향약재
순천 향약재(順天 鄕約齋)는 대한민국 전라남도 순천시 주암면 한곡리에 있는 재실이다. 1987년 1월 15일 전라남도의 문화재자료 제141호 승주 향약재(昇州 鄕約齋)로 지정되었다가, 2006년 5월 12일 주암 향약재(住巖 鄕約齋)로 명칭이 변경되었다.

## 개요
마을 공동 규약인 중국의 ‘향약’과 우리나라에 전통 계모임이 결합된 형태인 마을 향약계에서 만든 재실이다. 『향약절목』에 따르면 당시 각 면에는 재실을 마련하여 향약의 집회와 향음주례를 행하였다고 하는데 이 재실 또한 그러한 용도의 장소였다.
철종 1년(1850)에 세운 이 건물은 一자형 평면을 갖춘 건물로 가운데에 대청마루를 두고 양 옆으로 방을 배치하였다. 지붕은 옆면에서 볼 때 여덟 팔(八)자 모양을 한 팔작지붕이다.
세운 이후 조선 후기까지 이용하다가 이 향약재를 제외한 나머지는 없어졌으나 이곳에서만은 선인들의 취지를 계승하고 지금까지 보존·관리해오고 있다.
독립된 향약 건물로는 전남지방에 남아 있는 유일한 향약재로 그 의미가 크다.

## 명칭 변경지정 사유
향약재는 1796년(조선 정조 20)에 사인 조복순 등 면내인사들에 의해 주암 향약계가 창설된 후 1850년(철종 1) 향약계에서 건립한 재실로 향음주례와 기타 집회에 이용되었던 향약전용 건물이며, 향약재라는 독립된 향약건물로서는 그 유례가 희귀하며 현재 전남지역에서는 유일한 것이란 점에 의의가 있다.
《승주 향약재》 문화재 지정명칭은 순천시와 승주군이 통합되기 이전인 1987년 지정되었던 관계로 당시 관할 자치단체의 명칭인 <승주>라고 하였으나 순천시와 통합이후 <승주>라는 지역 명칭은 현재의 승주읍과 혼동될 우려가 있고, 향약재가 향약시행의 장소로서 기능하고 있는데 소재지인 주암면의 향약시행 공간임으로 《주암 향약재》(住巖 鄕約齋)로 변경한다.

## 참고 자료
- 순천 향약재 - 국가유산청 국가유산포털